# The Blue Max
The Blue Max (Brasil: Crepúsculo das Águias / Portugal: Ambição de Glória), é um filme britânico, de 1966, dos gêneros drama, guerra e romance, dirigido por John Guillermin, roteirizado por Gerald Hamley, David Pursall e Jack Seddon, baseado no livro de Jack Hunter, música de Jerry Goldsmith.

## Elenco
- George Peppard ....... Tenente Bruno Stachel
- James Mason ....... General Conde von Klugermann
- Ursula Andress ....... Condessa Kaeti von Klugermann
- Jeremy Kemp ....... Willi von Klugermann
- Karl Michael Vogler ....... 	Coronel Otto Heidemann
- Anton Diffring ....... Holbach
- Harry Towb ....... Kettering
- Peter Woodthorpe ....... Cabo Rupp
- Derek Newark ....... Ziegel
- Derren Nesbitt ....... Fabian
- Loni von Friedl ....... Elfi Heidemann (como Loni Von Friedl)
- Friedrich von Ledebur ....... o Marechal de campo (como Friedrich Ledebur)
- Carl Schell ....... 	Von Richthofen, o "Barão Vermelho"
- Hugo Schuster .......  Hans
- Alex Scott ....... o orador

## Sinopse
Depois de dois anos lutando nas trincheiras da Primeira Guerra Mundial, o ambicioso soldado de infantaria alemão, cabo Bruno Stachel, torna-se piloto de combate e em 1918 se junta a Luftstreitkräfte ou Serviço Aéreo Alemão. Enquanto ele é filho de um pequeno hoteleiro, seus companheiros são oriundos das classes aristocráticas do Império Alemão. Devido a essa diferença social, Stachel se torna obcecado em conseguir a medalha Pour le Mérite, apelidada de "Blue Max", condecoração militar máxima do seu país, pois acha que isso o igualará aos demais. Para ganhá-la ele deverá abater 20 aeronaves inimigas. Pouco depois de sua chegada um de seus novos companheiros, Willi von Klugermann, recebe a medalha e os dois iniciam uma rivalidade e Willi o observa e por fim o desafiará para saber quem é o melhor piloto. Já o comandante do esquadrão, o capitão de terra-e-ar Otto Heidemann, acredita em cavalheirismo e considera Stachel bom piloto mas um "bárbaro". Depois de um incidente em que Stachel conduzia um piloto cativo até a base alemã mas acaba por abater a aeronave quando o artilheiro vai disparar contra, Heidemann fica perplexo e acha que o ex-cabo (agora tenente) derrubou o avião nas proximidades da base apenas para que não houvesse dificuldade em confirmar sua vitória (na primeira missão, Stachel ficara transtornado pois derrubara um avião que não foi confirmado e o capitão se irritara pois ele parecia não se importar com a morte de um companheiro durante a mesma missão). O capitão não muda de ideia mesmo Willi que voava ao lado de Stachel testemunhando que o inimigo realmente tentou atirar.
Contudo, o general e tio de Willi, Conde von Klugermann, fica sabendo do incidente e acha que Stachel representa o espírito que deseja para jovens militares alemães, o de vencer a qualquer custo, e faz planos para usar o jovem piloto como propaganda das forças armadas. O general parece consentir que sua esposa Kaeti possua amantes e ela tem um caso com Willi mas quando conhece Stachel se interessa por ele e isso se torna mais um ingrediente na rivalidade alimentada pelos dois homens.